# チノカテ
「チノカテ」は、日本のロックバンドヨルシカの楽曲。2022年8月29日にユニバーサルJより、各種音楽配信サービスにてリリースされた。

## 概要
配信作品としては、11作目となり、今作も「又三郎」「老人と海」「月に吠える」「ブレーメン」「左右盲」に続き、文学作品のオマージュ楽曲となっている。
アンドレ・ジッドの『地の糧』をモチーフに制作されており、ジャケットビジュアルは、加藤隆が手掛けている。
本作は、フジテレビ系ドラマ「魔法のリノベ」の主題歌として書き下ろされており、ドラマの初回放送にて初解禁された。

## 収録内容
| #         | タイトル     | 作詞・作曲・編曲 | 時間 |
| --------- | ------------ | ---------------- | ---- |
| 1.        | 「チノカテ」 | n-buna           | 4:08 |
| 合計時間: | 合計時間:    | 合計時間:        | 4:08 |